# 阿維爾
阿維爾（英語：Aweil），又译作乌韦勒，是南蘇丹共和國的都市，北加扎勒河州的首府，位在南蘇丹西北部。人口約10萬（2008年）。